# Henry Weed Fowler
Henry Weed Fowler (ur. 23 marca 1878 w Holmesburgu w Pensylwanii, zm. 21 czerwca 1965) – amerykański zoolog. Kustosz Działu ichtiologii i herpetologii Akademii Nauk Przyrodniczych w Filadelfii.
Ukończył studia na Uniwersytecie Stanforda pod kierunkiem Davida Jordana – ichtiologa, prezesa Uniwersytetu Stanforda, a wcześniej Indiana University w Bloomington.
W latach 1903–1922 pracował jako asystent w Akademii Nauk Przyrodniczych w Filadelfii. W latach 1922–1934 był współpracownikiem kustosza kręgowców, następnie w latach 1934–1940 został kuratorem ryb i gadów, a od roku 1940 aż do śmierci był kuratorem ryb.
Pierwsza jego publikacja ukazała się w 1900 roku, przez cały okres swego życia wydał ponad 600 prac. W swej pracy głównym tematem były ryby i zagadnienia z tematyki ichtiologii obejmujących tereny m.in. Chin, Filipin, Nowej Zelandii, Peru, Chile, Brazylii. Zajmował się również zagadnieniami dotyczącymi innych gromad zwierząt, w tym skorupiaków, ptaków, gadów i płazów.
W roku 1927 współzałożył (wraz z ichtiologiem Johnem Nicholsem i Dwightem Franklinem) Amerykańskie Stowarzyszenie Ichtiologów i Herpetologów, w tym samym roku (do końca 1927) został jego skarbnikiem.

## Wybór prac
- Water Birds of the Middle Delaware Valley 1903
- Further Knowledge of some heterognathus fishes, Proc. Acad. Nat. Sci, Philadelphia, 1906
- Fishes from the Madeira River, Brazil Proc. Acad. Nat. Sci, Philadelphia, 1913
- Some Local Fish-Eating Birds, 1913
- Fishes from Nicaragua, Proc. Acad. Nat. Sci, Philadelphia, 1923
- Some New taxonomic names of fishlike vertebrates, Not. Nat. Philadelphia, 1958